# Gare de Cesson
Gare de Cesson vasútállomás és RER állomás Franciaországban, Cesson településen.

## Vasútvonalak
Az állomást az alábbi vasútvonalak érintik:
- Párizs–Marseille-vasútvonal

## Kapcsolódó állomások
A vasútállomáshoz az alábbi állomások vannak a legközelebb:
- Gare de Savigny-le-Temple - Nandy (Gare de Creil, D RER-vonal)
- Gare du Mée (Gare de Melun, D RER-vonal)